# 教育史料出版会
株式会社教育史料出版会（きょういくしりょうしゅっぱんかい）は、日本の出版社。

## 所在地
- 〒101-0065 東京都千代田区西神田2-4-6宮川ビル

## 概要
1979年に創業。創業時の社長は橋田常俊。
日本の現代の教育をめぐるさまざまな問題を中心に出版活動を行っている。小中学校から、特に高校教育（不登校、フリースクール、非行、性教育など）、家庭、子育て、福祉といったジャンルの出版物を多く刊行してきた。